# برايان جاكسون (موزع)
برايان جاكسون (بالإنجليزية: Brian Jackson)‏ هو موزع بريطاني، ولد في 26 ديسمبر 1943.

## وصلات خارجية
- برايان جاكسون على موقع ميوزك برينز (الإنجليزية)